# 大韓航空機の事件一覧
大韓航空機の事件一覧（だいかんこうくうきのじけんいちらん）では、大韓航空が運行する機体において発生したハイジャックやテロ攻撃、それらに関連する事件などについて記す。これらのうち日本では、1983年の大韓航空機撃墜事件と1987年の大韓航空機爆破事件のことをいずれも大韓航空機事件と呼ぶことがある。全く別の事件であるが、同じ呼び方のため混同しやすく、注意を要する。
尚、航空事故については大韓航空の航空事故およびインシデントを参照されたい。

## 1970年代

### 大韓航空フレンドシップ機ハイジャック事件
1971年1月23日、乗員乗客60名を乗せて金浦空港に向かっていた大韓航空フォッカー・フレンドシップ機（機体記号HL5212）がハイジャックされ、北朝鮮への飛行を強要された。それに対して韓国空軍機がスクランブル発進し、軍事境界線を越える直前に高城郡県内面草島里の海岸に強制的に着陸させた。なお、ハイジャック犯はスカイマーシャルによって射殺されたが、その際犯人が持っていた手榴弾が爆発し、巻き添えで副操縦士が死亡、26名が負傷し機体も大破した。

### 大韓航空機銃撃事件
1978年4月20日、フランスのパリからアンカレッジを経由してソウルに向かう途中だった大韓航空902便ボーイング707-321B (HL7429) が、グリーンランド上空で航路を逸脱、4時間後にソ連領空を侵犯することとなり、ソ連防空軍の迎撃戦闘機から銃撃されムルマンスク郊外の湖に不時着した。銃撃で乗員乗客109名のうち2名が死亡した（ただし、銃撃は威嚇射撃で、乗客の死因は威嚇射撃後に戦闘機から発射されたミサイルによって破壊された主翼の破片によるものとされる）。

## 1980年代

### 大韓航空機撃墜事件
1983年9月1日、大韓航空007便ボーイング747-230B (HL7442) が、アメリカ合衆国アラスカ州のアンカレッジを離陸した直後から航路を逸脱しソ連領空を侵犯。樺太上空でソ連防空軍の迎撃戦闘機Su-15に撃墜され、乗員乗客269人全員が死亡した。

### 大韓航空機爆破事件
1987年11月29日、イラクのバグダードからアラブ首長国連邦のアブダビ、タイのバンコクを経由して韓国のソウルへ向かう大韓航空858便ボーイング707-3B5C (HL7406) が、アンダマン海上空で北朝鮮の工作員が仕掛けた時限爆弾により爆破され空中分解した。乗員乗客115名全員が死亡した。

## 2000年代

### 大韓航空85便ハイジャック誤報事件
2001年9月11日、アメリカ同時多発テロ事件発生による混乱のさなか、仁川発アンカレッジ経由ニューヨーク行きの大韓航空85便ボーイング747-4B5型機がハイジャックされたと誤認され、エルメンドルフ空軍基地から飛び立ったF-15に誘導されカナダユーコン準州のエリック・ニールセン・ホワイトホース国際空港に強制着陸した。

## 2020年代

### ロシア関税庁との対立
2021年2月、大韓航空の貨物機が空港税関の許可なくモスクワ空港を離陸したとして、ロシア連邦関税庁は83億ルーブル（約129億5000万円）の課徴金を賦課した。大韓航空は処分の取り消しを求めた行政訴訟を通じ、ロシアの法規に従ってすべての書類とデータを提出。税関から事前承認を受けたことを説明したが、ロシアの裁判所は2023年7月30日までに、大韓航空に対し41億5000万ルーブル（約64億7000万円）の課徴金支払いを命じる判決を言い渡した。大韓航空側は直ちに控訴した。